# Physocleora
Physocleora är ett släkte av fjärilar. Physocleora ingår i familjen mätare.

## Bildgalleri

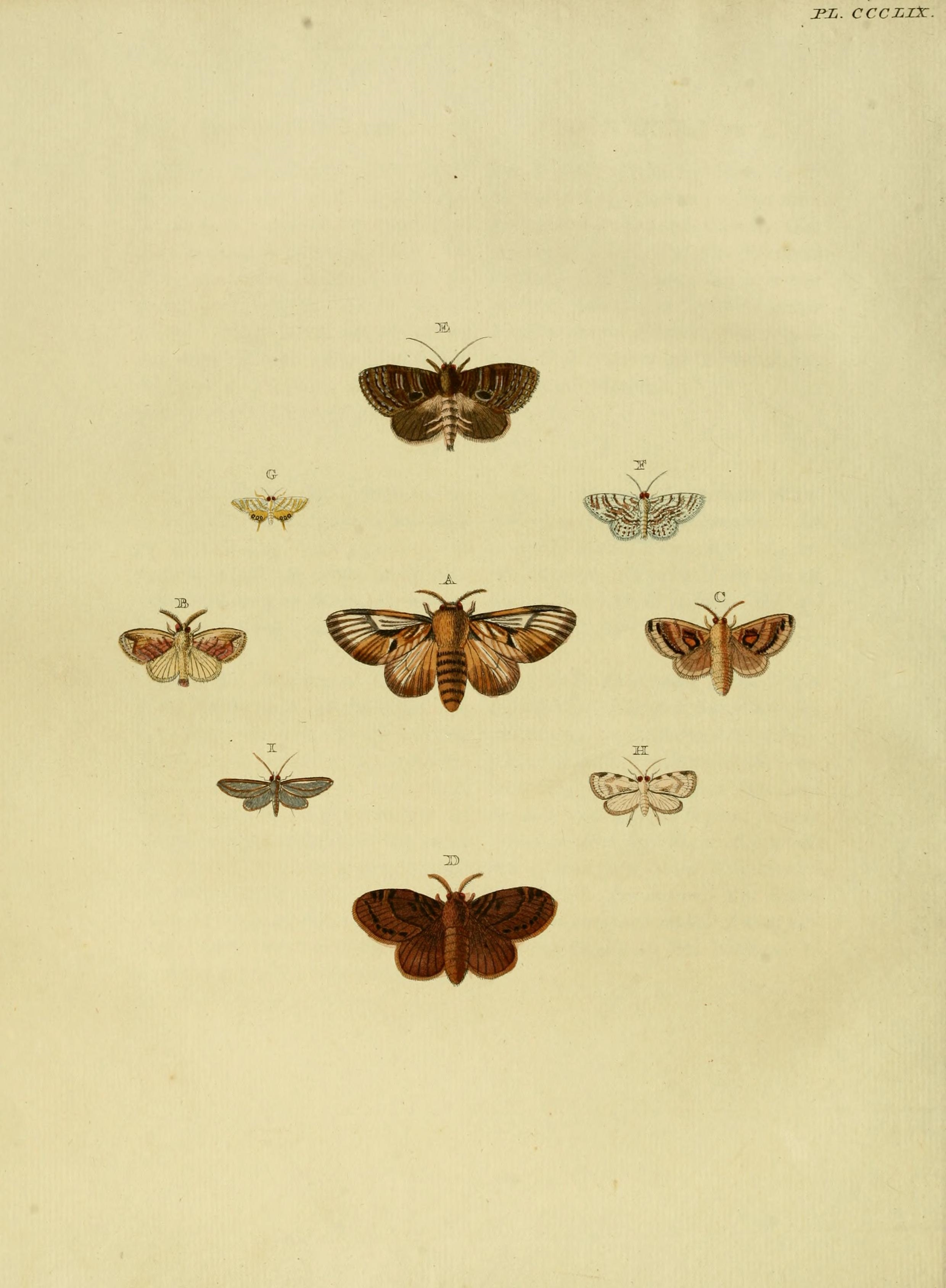

## Dottertaxa tillPhysocleora, i alfabetisk ordning[1]
- Physocleora albibrunnea
- Physocleora albiplaga
- Physocleora bella
- Physocleora bicolor
- Physocleora conspersa
- Physocleora cretaria
- Physocleora dardusa
- Physocleora enana
- Physocleora ferruginata
- Physocleora flaviplaga
- Physocleora flexilinea
- Physocleora fulgurata
- Physocleora fuscicosta
- Physocleora grisescens
- Physocleora inangulata
- Physocleora marcia
- Physocleora minuta
- Physocleora nigrescens
- Physocleora nivea
- Physocleora nondiscata
- Physocleora nubilata
- Physocleora obscura
- Physocleora pauper
- Physocleora pulverata
- Physocleora punctilla
- Physocleora pygmaeata
- Physocleora rectivecta
- Physocleora santiosa
- Physocleora scutigera
- Physocleora semirufa
- Physocleora strigatimargo
- Physocleora subochrea
- Physocleora suffusca
- Physocleora taeniata
- Physocleora tascaria
- Physocleora tiburtia
- Physocleora venirufata